# 楽市・楽座
楽市楽座（らくいちらくざ）は、日本の安土桃山時代（戦国時代後期）において、織田信長などの各地の戦国大名などにより、支配地の市場で行われた経済政策である。楽市令または楽市・楽座令とも呼称される。「楽」とは規制が緩和されて自由な状態となった意味。
楽市令は諸特権の保障により自由な商売を認める市場振興政策であるとされる。「楽座」は楽市令の対象となった市場に限定して、座による商売の独占を否定し、楽市令をより強化する政策である。
織田信長によって行われたものが有名であるが、六角氏や後北条氏、今川氏の行った楽市令もある。

## 沿革

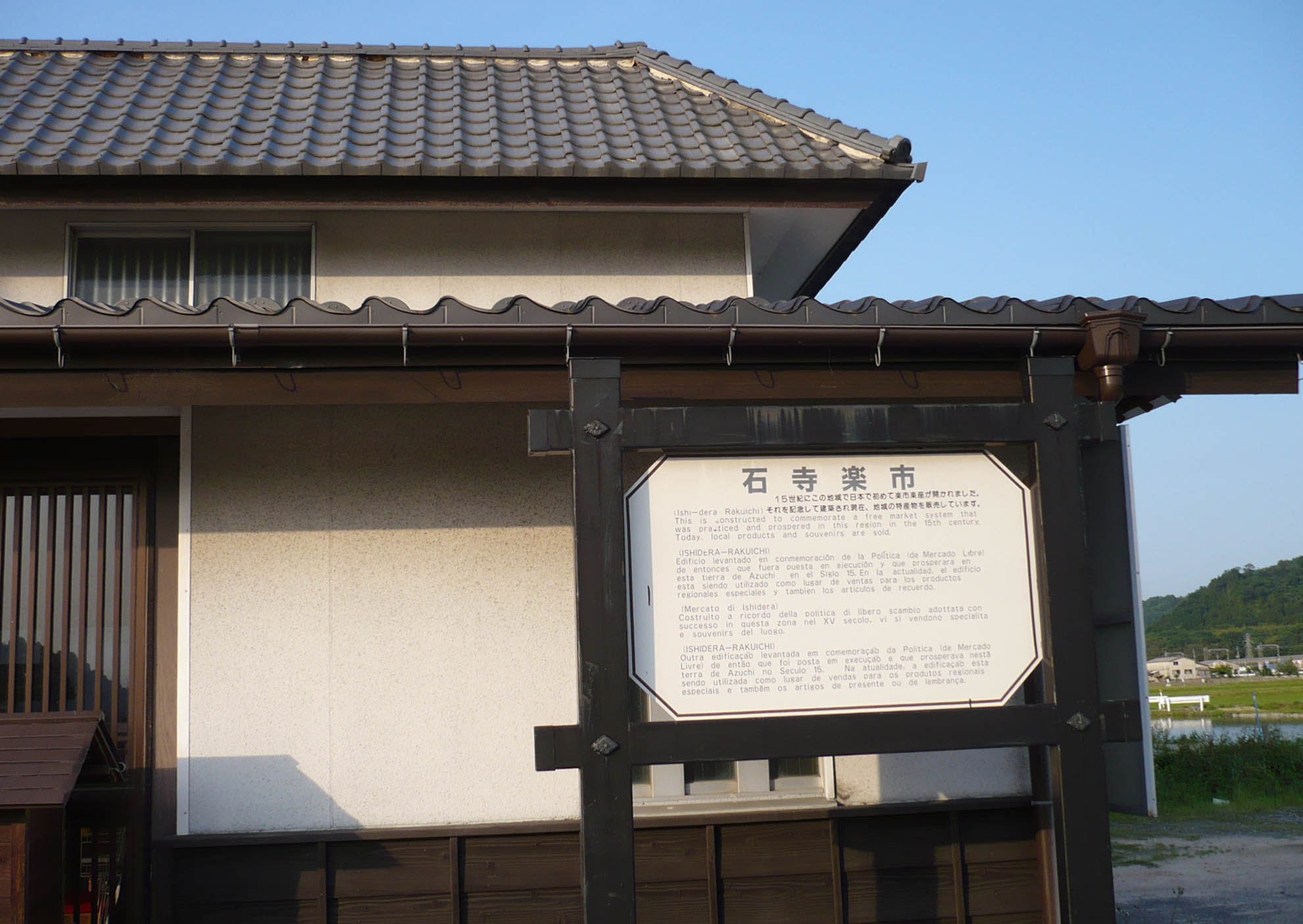
観音寺城の石寺楽市

### 六角氏
天文18年（1549年）に近江国の六角定頼が、居城である観音寺城の城下町石寺に楽市令を布いたのが初見とされる。以下の天文十八年十二月十一日付け枝村惣中宛て六角氏奉行人連署奉書案が「楽市」文言の見える最古の史料である。これは「座人」として紙の専売権を持っていた枝村商人が、保内商人の紙商売について争った裁許状の写しで、石寺新市は楽市であるので致し方ないが、それ以外の美濃・近江国内では座人以外の商売を禁じるとしている。もっとも、この文書は楽市を新たに設定するものではなく、石寺新市が遅くとも天文18年時点で楽市として認められていたことが明らかになるに過ぎず、石寺新市に楽市を設定した主体が六角氏であることを示すものでもない。

### 今川氏
また、今川氏真の富士大宮楽市も早いとされ、安野眞幸の分析では翌年の織田氏など以後の大名による楽市令などに大きな影響を与えたとしている。この文書が出された永禄9年（1566年）は遠州忩劇と呼ばれる今川氏家臣の大規模な離反を受け、今川氏の領国支配が動揺していた時期にあたる。文書には押買狼藉など市の治安が悪化していた様子が示されており、諸役停止も在地領主による独自の諸役徴収が混乱を招く要因として認識されていたことから、これらを禁止して市の平和を回復することに「楽市」の意義があったと考えられる。

### 徳川家康
徳川家康は駿河国との国境にあたる遠江国榛原郡小山（現・静岡県榛原郡吉田町）の新市に以下の楽市令を出している。永禄11年（1568年）に駿河侵攻を開始した武田信玄は小山に砦（のちの小山城）を築き、これに対して遠江に進出した徳川家康は翌年10月大給真乗に榛原郡をあてがった。永禄13年（1570年）12月付の小山楽市令は、市の主催者となるべき大給氏に手交されたものと考えられる。
小山楽市令では諸役免除、「公方人」の押買・国質郷質を禁止することが定められる。小山新市は武田氏との抗争の最前線に位置することから、徳川氏の経済的基盤を確保する足がかりとするために特権付与に加え「楽市」文言付与によって他の市町との差異を際立たせたものとみられる。

### 後北条氏
後北条氏は、武蔵国荏原郡世田谷新宿（現・東京都世田谷区）（天正6年（1578年））、相模国中郡荻野新宿（旧・下荻野村、現・神奈川県厚木市）（天正13年（1585年）・天正17年（1589年））、武蔵国新座郡白子新宿（現・埼玉県和光市）（天正15年（1587年））の3ヶ所に楽市令を出していることが確認できる。
世田谷新宿では諸役免除が認められているが、荻野新宿には規定がなく、白子新宿では「五年荒野、七年荒野」として一時的に認められたに過ぎないことから、諸役免除が「楽市」と必ずしも結びつく特権ではないことが分かる。
月に6度の市を立てることが認められた「楽市」世田谷であったが、近世に入ると衰退し、江戸時代には年に一度の歳末市にまで規模を縮小させた（『新編武蔵風土記稿』）。とはいえかつての楽市が世田谷のボロ市（東京都指定無形民俗文化財）として現在まで存続している稀有な例である。
荻野の市は寛文4年（1664年）の火災で、白子の市は元禄年間の火災で中絶するに至ったが、いずれも後北条氏からの制札・文書を市立ての根拠として再興を果たした。江戸時代後期の時点で荻野は年1度の歳末市（『新編相模国風土記稿』）、白子では毎月五・十の市（『新編武蔵風土記稿』）として存続したが、再興にあたって提出された文書では「楽市」に特段の意味を見いだしていないことが指摘されている。

### 織田氏
織田信長は、自分自身が美濃国・加納、近江国・安土、近江国・金森に楽市・楽座令を布いた。
その皮切りとなったのが、永禄10年（1567年）10月の美濃国「楽市場」すなわち加納宛の制札である。これは楽市場での交通の自由や種々の特権を認めたものであった。その背景には同年の信長の美濃国制圧に伴う戦乱があり、村落への帰住を呼びかける制札とあわせて、信長は戦後の復興を意図していたと考えられる。
翌年の永禄11年9月にも信長は加納市場へ制札を出しており、市場の特別性を広く宣伝するために制札には初めて「楽市楽座」の文言を用い、市場の発展を企図した。

#### 安土楽市令
信長は天正5年（1577年）6月に安土城下に楽市令を出すが、この楽市令には先行する金森・加納で見られた「楽座」の文言はない。内容としては商人の宿泊の強制（第2条）、近江国内の馬売買の一切を安土で行うこと（第13条）などの経済振興政策も含まれるが、諸役免除（第1・3・4条）、放火による火災の亭主免責（第5条）、犯罪者の借家の大屋や盗品購入者は事情を知らなければ免責（第6・7条）、徳政の免除（第8条）など住民保護政策が多く含まれ、第9条では新規移住者も先住者同様の待遇として臨時の課役も負わせないことを明記している。
本能寺の変、山崎の戦いを経て天正11年（1583年）正月に織田信雄は安土城下に「安土山下町中之儀、任先代條数之旨」という掟書を発して信長の施策を維持した。しかし織田信雄も小牧・長久手の戦いで豊臣秀吉に屈服し、天正13年に近江八幡を与えられた羽柴秀次によって築かれた八幡山城とその城下町に安土の拠点機能は移転することとなる。天正14年（1586年）、羽柴秀次は八幡山城下に以下の掟書を出す。信長の安土楽市令と重なる点が多いが、水運の重視（第2・12条）、在郷市の集約（第13条）に信長の安土楽市令にない要素が見られる。

#### 「楽座」
柴田勝家による天正4年（1576年）9月21日付判物は、楽市楽座関連文書で唯一「楽座」単体で用いられた例である。宛所の橘屋は織田信長のもとで軽物座・唐人座の座長に任じられた薬商人で、商人から座役銭を徴収し、柴田勝家へ運上する役目を担っていた。「諸商売楽座」を「申出」たが、軽物座・唐人座については前年の信長朱印状ならびに勝家判物通りに進退するように、との内容である。前年の勝家判物では商人を匿うなどして座役銭の徴収を妨害した者を成敗するとしており、天正4年11月16日付勝家判物では軽物・唐人座商人の座役銭納入を催促している。これらから軽物座・唐人座商人に認められなかった「楽座」とは座役銭納入の免除を指すと考えられる。ここでは「楽座」は通説にいう座の否定・解体策ではなく、座商人に対する座役銭という負担を撤廃し「楽」（＝規制から開放された状態）にする政策を意味している。

## 楽市・楽座の一覧
| 発給年月日          | 西暦 | 発給者       | 発給国 | 宛所                     | 楽市楽座 |
| ------------------- | ---- | ------------ | ------ | ------------------------ | -------- |
| 天文18年12月11日    | 1549 | 六角氏       | 近江   | 枝村惣中                 | 楽市     |
| 永禄9年丙刁4月3日   | 1566 | 今川氏真     | 駿河   | 富士兵部少輔             | 楽市     |
| 永禄10年10月日      | 1567 | 織田信長     | 美濃   | 楽市場                   | 楽市     |
| 永禄11年9月日       | 1568 | 織田信長     | 美濃   | 加納                     | 楽市楽座 |
| 永禄13年12月日      | 1570 | 徳川家康     | 遠江   | 小山新市                 | 楽市     |
| 元亀2年辛未10月28日 | 1571 | （松永久秀） | 大和   | （多聞市）               | ラク     |
| （元亀3年）7月18日  | 1572 | 佐久間信盛   | 近江   | （守山美濃屋小宮山兵介） | 楽市楽座 |
| 元亀3年9月日        | 1572 | 織田信長     | 近江   | 金森                     | 楽市楽座 |
| 天正2年5月日        | 1574 | 佐久間信栄   | 近江   | 金森町                   | 楽市楽座 |
| 天正4年9月11日      | 1576 | 柴田勝家     | 越前   | 橘屋三郎左衛門尉         | 楽座     |
| （天正4年ヵ）       | 1576 | 上杉氏       | 越中   | （放生津ヵ）             | 十楽     |
| 天正5年6月日        | 1577 | 織田信長     | 近江   | 安土山下町中             | 楽市     |
| 天正6年戊寅9月29日  | 1578 | 北条氏政     | 武蔵   | 世田谷新宿               | 楽市     |
| 天正7年6月28日      | 1579 | 羽柴秀吉     | 播磨   | 淡川市庭                 | 楽市     |
| 天正10年12月29日    | 1582 | 蒲生氏郷     | 近江   | （日野ヵ）               | 楽売楽買 |
| 天正11年6月日       | 1583 | 池田元助     | 美濃   | 加納                     | 楽市楽座 |
| 天正12年7月日       | 1584 | 池田輝政     | 美濃   | 加納                     | 楽市楽座 |
| 天正13年乙酉2月27日 | 1585 | 北条氏直     | 相模   | 荻野□□（新宿）           | 楽市     |
| 天正13年10月9日     | 1585 | 前田利勝     | 越中   | 直海郷北野村             | 楽市楽座 |
| 天正14年6月日       | 1586 | 羽柴秀次     | 近江   | 八幡山下町中             | 楽市     |
| 天正15年丁亥4月3日  | 1587 | 北条氏規ヵ   | 武蔵   | 白子郷代官百姓中         | 楽市     |
| 天正15年6月29日     | 1587 | 前田利家     | 能登   | 鳳至町、河井町中         | 十楽     |
| 天正16年11月晦日    | 1588 | 蒲生氏郷     | 伊勢   | 町野主水佐ほか2名        | 十楽     |
| 天正17年己丑9月13日 | 1589 | 北条氏直     | 相模   | （荻野新宿）             | 楽市     |
| 文禄3年8月3日       | 1594 | 京極高次     | 近江   | 八幡町中                 | 楽市     |
| 慶長5年11月21日     | 1600 | 間宮直元     | 美濃   | 嶋田町中                 | 楽市     |
| 慶長15年正月日      | 1610 | 加藤貞泰     | 美濃   | 黒野年老中               | 楽市     |
| （年未詳）4月3日    |      | 浅野長吉     | 近江   | 今津年寄中               | 十楽     |